# غوستا أريكسون
غوستا أريكسون (بالسويدية: Gösta Eriksson)‏ هو موجه قوارب ‏ سويدي، ولد في 19 يوليو 1900 في فاكسهولم في السويد، وتوفي بنفس المكان في 8 أبريل 1970.

## وصلات خارجية
- غوستا أريكسون على موقع الاتحاد الدولي للتجديف (الإنجليزية)
- غوستا أريكسون على موقع أوليمبيديا (الإنجليزية)
- غوستا أريكسون على موقع اللجنة الأولمبية السويدية (السويدية)